# Chris Sale
Christopher Allen Sale, ameriški bejzbolist, * 30. marec 1989, Lakeland, Florida, ZDA.
Sale je poklicni metalec in trenutno član ekipe Chicago White Sox.

## Univerzitetna kariera
Sale je svoje univerzitetne dneve preživljal na univerzi Florida Gulf Coast University. Med sezono 2010 je z ekipo na sedemnajstih tekmah zbral enajst zmag, nič porazov in dovoljeval po 2,01 teka. V skupno 103 menjavah je zbral 146 izločitev z udarci in dovolil le 14 prostih prehodov na bazo. 
Med poletjem leta 2009 je Sale nastopal z ekipo Yarmouth-Dennis Red Sox v ligi Cape Cod Baseball League. Zbral je štiri zmage in dva poraze, dovoljeval pa je po 1,47 teka. Dodal je še 57 izločitev z udarci. 

## Poklicna kariera

### Nižje podružnice
Salea so z 13. izbiro nabora lige MLB leta 2010 izbrali predstavniki ekipe Chicago White Sox.
Po uradnem podpisu pogodbe s klubom je Sale svojo poklicno pot začel na stopnji Single-A z ekipo Winston-Salem Dash. V štirih tekmah je v štirih menjavah dovoljeval 2,25 teka. Nato je bil poslan na stopnjo Triple-A v Charlotte, kjer je v sedmih tekmah v 6⅔ menjave dovoljeval po 2,84 teka in dovolil štiri proste prehode na bazo ter zbral 15 izločitev z udarci.

### Liga MLB
Sale je v ligo MLB bil prvič vpoklican 4. avgusta 2010, prvič pa je nastopil že dva dni kasneje. Na tekmi proti ekipi Baltimore Orioles je kot razbremenilec vstopil v 8. menjavi. Sale je bil prvi, ki je bil izbran na naboru lige MLB leta 2010, ki je bil vpoklican na najvišjo stopnjo. 1. septembra je ubranil svojo prvo tekmo. 
28. maja 2012 je na tekmi proti ekipi Tampa Bay Rays, ki jo je njegova ekipa dobila z 2:1, Sale v 7⅔ menjave z udarci izločil 15 udarcev, s čimer je postavil svoj osebni rekord.  Ta izkupiček je drugi najvišji v zgodovini kluba, dosegli so ga še  Eddie Cicotte, Ed Walsh in Jim Scott. Absolutni rekord je s šestnajstimi izločitvami z udarci postavil Jack Harshman.  Sale je za svojo igro v mesecu maju prejel nagrado Metalec meseca Ameriške lige. Zbral je 4 zmage in poraz, dovoljeval je 1,71 teka, z udarci je izločil 35 odbijalcev in svojim nasprotnikom dovoljeval odbijalsko povprečje 0,181.
1. julija 2012 je Sale prejel vabilo upravnika ekipe Ameriške lige Rona Washingtona za nastop z ekipo na Tekmi vseh zvezd leta 2012 v Kansas Cityju. To je bil prvi tovrstni nastop Salea.   